# The Krotons
The Krotons é o quarto serial da sexta temporada clássica da série de ficção científica britânica Doctor Who, que foi transmitido originalmente na BBC1 em quatro partes semanais entre 28 de dezembro de 1968 e 18 de janeiro de 1969. Foi escrito por Robert Holmes e dirigido por David Maloney.
Na história, o Segundo Doutor (Patrick Troughton) e seus acompanhantes de viagem Jamie McCrimmon (Frazer Hines) e Zoe Heriot (Wendy Padbury) lutam ao lado dos Gond contra os alienígenas cristalinos chamados Krotons, que escravizaram os Gonds em sua cidade por milhares de anos.

## Enredo
Em um planeta sem nome, uma raça chamada Gond está sujeita aos misteriosos Krotons, seres invisíveis aos quais eles fornecem suas inteligências mais brilhantes como "companheiros". Thara, filho do líder Selris Gond, é o único a ser contra esta prática; aqueles que se tornaram companheiros nunca mais foram vistos. O Segundo Doutor, Jamie e Zoe chegam a tempo de testemunhar a morte de Abu, um dos companheiros escolhidos, que é vaporizado pela fumaça pulverizada de bicos dos dois lados da porta de onde ele emerge, e os três intervém para salvar Vana, a outra selecionada, convencendo Selris e os Gonds da influência maligna dos Krotons em sua sociedade. Eles descobrem que essa situação com os Krotons ocorre há muitos anos, desde que chegaram em sua nave espacial, liberando um veneno que poluiu as terras além da cidade Gond - que é chamada "Terra Deserta" - e matou grande parte da população.
Thara usa a inquietação da situação para liderar uma rebelião e atacar as Máquinas de Ensino dos Krotons no Salão do Aprendizado. Isso faz com que uma sonda cristalina apareça e defenda as Máquinas, avisando os Gonds para pararem. Zoe testa as Máquinas de Ensino e é selecionada para ser uma "companheira" dos Krotons. O Doutor também faz o teste e os dois são convocados para o Dynotrope, a nave espacial Kroton, onde são submetidos a um ataque mental. Zoe deduz que os Krotons encontraram uma maneira de transferir energia mental em energia pura, enquanto o Doutor se ocupa em tirar amostras químicas do ambiente Kroton. As circunstâncias desencadeiam a criação de dois Krotons a partir de cubas químicas dentro do Dynatrope. Os Krotons recém-criados capturam Jamie, mas estão realmente procurando o Doutor e Zoe, os "altos cérebros", que deixaram o Dynotrope, dando a Jamie tempo para conseguir escapar.
Eelek e Axus, dois conselheiros anteriormente leais aos Krotons, começam a se unir para uma guerra contra eles e tomam a iniciativa na sociedade Gond. Selris é deposto, mas alerta que um ataque total não beneficiará seu povo. Em vez disso, ele decidiu atacar a máquina por baixo, desestabilizando sua fundação no subsolo. Eelek manda prender Selris e reafirma o controle negociando com os Kroton, que afirmam que deixarão o planeta se receberem os dois "altos cérebros" que podem ajudá-los a alimentar e pilotar sua nave. Zoe e o Doutor são forçados a entrar no Dynatrope e Selris morre, fornecendo a eles um frasco de ácido que o Doutor adiciona aos tanques dos Krotons. Lá fora, Jamie e o cientista Beta lançam um ataque à estrutura da nave usando ácido sulfúrico. Esse ataque duplo destrói os Krotons, baseados em telúrio. O Dynatrope se dissolve e os Gonds finalmente estão livres, escolhendo Thara ao invés de Eelek para liderá-los.

## Produção
Os títulos de produção para esta história incluíam The Trap e The Space Trap. Holmes originalmente enviou The Trap para a BBC como um serial independente de ficção científica em 1965. O chefe de seriais Shaun Sutton o rejeitou por não ser o tipo de coisa que a BBC estava interessada em fazer na época, mas sugeriu que o escritor o enviasse ao escritório de produção de Doctor Who como uma ideia para esse serial. Holmes fez isso e, embora o editor de história Donald Tosh estivesse interessado, os scripts não foram além no momento. Alguns anos depois, o editor assistente de roteiro, Terrance Dicks, encontrou a história nos arquivos do escritório de produção ao limpar uma lista de pendências e decidiu desenvolvê-la com Holmes como um projeto pessoal, caso outros scripts falhassem. Quando isso aconteceu, Dicks foi capaz de apresentar o serial a seus superiores como uma produção pronta. O diretor David Maloney concordou que o roteiro era viável e foi filmado rapidamente como uma substituição emergencial.[carece de fontes?]
Robert La'Bassiere é na verdade um pseudônimo para Robert Grant, que solicitou que ele fosse creditado sob esse nome por sua aparição como um dos Krotons. Cenas na superfície do planeta foram filmadas na pedreira de tanques e na pedreira a oeste da Inglaterra, nas colinas Malvern.
Um dos atores convidados de The Krotons foi Philip Madoc, que apareceu em um papel diferente em The War Games no final da temporada, bem como em outros papéis com o Quarto Doutor.

## Transmissão e recepção
| Episódio | Título            | Duração | Exibição original      | Audiência no Reino Unido (milhões) | Arquivo  |
| -------- | ----------------- | ------- | ---------------------- | ---------------------------------- | -------- |
| 1        | "Episódio Um"     | 23:00   | 28 de dezembro de 1968 | 9,0                                | 16mm t/r |
| 2        | "Episódio Dois"   | 23:03   | 4 de janeiro de 1969   | 8,4                                | 16mm t/r |
| 3        | "Episódio Três"   | 21:47   | 11 de janeiro de 1969  | 7,5                                | 16mm t/r |
| 4        | "Episódio Quatro" | 22:39   | 18 de janeiro de 1969  | 7,1                                | 16mm t/r |

O serial foi repetido na BBC2 em novembro de 1981, diariamente (entre segunda e quinta-feira, 9 a 12 de novembro de 1981) às 17h40, como parte de "As cinco faces de Doctor Who", uma série de reprises para preencher a longa lacuna entre as 18.ª e 19.ª temporadas. Na época, era o único serial de Patrick Troughton em quatro partes que existia nos arquivos da BBC. A audiência das reprises foram de 4,4, 4,6, 4,6 e 4,5 milhões de espectadores, respectivamente.[carece de fontes?]
De acordo com o Relatório de Pesquisa de Audiência da BBC no primeiro episódio, a história recebeu uma recepção mista dos telespectadores. Alguns gostaram da história, descrevendo-a como "intrigante" e "convincente". Espectadores mais críticos achavam que a série estava ficando "obsoleta" e "entediante" e que era "horrível demais" e "exagerado". Uma pequena minoria considerou ser "o lixo previsível usual", alguns dizendo que só assistiram ao programa porque seus filhos gostavam.
Patrick Mulkern, da Radio Times, deu ao serial uma recepção mista, reconhecendo que "os episódios estão repletos de incidentes, as filmagens da pedreira são escuras e sombrias, e há performances decentes", mas criticou os Krotons como "um dos monstros mais bobos que já envergonharam a série".
O serial foi recebido positivamente por James Peaty, do Den of Geek, que observou que, embora a história fosse bastante ordinária, ela se beneficiou da intensidade dramática e do forte diálogo elaborado pelo escritor Robert Holmes. Peaty também ficou impressionado com o desempenho de Philip Madoc como Eelek e a direção de David Maloney. Embora ele considerasse The Krotons como uma "aventura cotidiana", Peaty disse que "ainda há muitas coisas para desfrutar nos seus relativamente rápidos 90 minutos de duração".

## Lançamentos comerciais

### Na impressão
Um romance deste serial, escrito por Terrance Dicks, foi publicado pela Target Books em junho de 1985.

### Home media
The Krotons foi lançado em VHS em fevereiro de 1991. A trilha sonora foi lançada em CD em novembro de 2008. O serial foi lançado em DVD no Reino Unido em 2 de julho de 2012. O DVD da região 1 foi lançado em 10 de julho de 2012.
O primeiro episódio de The Krotons existe tanto na impressão de filme de 16mm quanto na negativa de 35mm. Clipes tirados de uma transferência VidFIREd de alta qualidade, negativo de 35 mm, podem ser vistos no documentário de restauração no lançamento em DVD de The Aztecs e como parte do videoclipe do 40º aniversário dos DVDs de Doctor Who lançado em 2003.

### Trilha sonora
Os "sons especiais" deste serial foram produzidos por Brian Hodgson na BBC Radiophonic Workshop foram lançados em CD, download digital em 13 de maio de 2013, com uma versão limitada em de vinil 10" em 24 de maio de 2013.